# Krušné hory
Krušné hory (německy Erzgebirge) jsou geomorfologický celek a pohoří podél česko-německé hranice na severozápadě Čech a jihu Saska. Tvoří souvislé horské pásmo o délce 130 kilometrů a průměrné šířce čtyřicet kilometrů.

## Název
Název pohoří vznikl od staročeského slova krušec znamenající rudný kámen. Od tohoto slova bylo odvozeno sloveso krušit, neboli drtit či mačkat. Základ rudného kamene má také německý název Erzgebirge znamenající Rudné hory. Tyto názvy jsou ale poměrně mladé. Hory nesly dříve například označení Rudohoří nebo Rudné hory,
franské Fergunna (Horstvo), saské Mirihwid (Temný les) nebo také staročeské Silva (les), popřípadě Vyšehory.
V němčině se ve 12. století hory označovaly jako Český les, stejně jako oblast Šumavy. V 17. století se v Německu dočasně také používal název Míšeňské hory.

## Přírodní poměry
Údolí Svatavy odděluje na západě Krušné hory od Smrčin, resp. Elstergebirge a Fojtska. Na severovýchodě na Krušné hory navazuje u Krásného Lesa a Nakléřovského průsmyku Děčínská vrchovina (hranice mezi oběma celky tedy leží přibližně v místech, kudy je vedena dálnice D8 do Saska). Z jihu jsou ostře ohraničeny údolím Ohře, ve východní části pak Mosteckou pánví. Severní hranice je vzhledem k pozvolnému klesání obtížně definovatelná. Z geologického hlediska leží až na úrovni Collmbergu (312 m). Vrchovina mezi německými městy Saskou Kamenicí a Cvikovem se obvykle označuje jako Erzgebirgsvorland (Krušnohorské podhůří).
Mezi městy Litvínov, Krupka, Glashütte, Freiberg a Pockau se nachází oblast nazývaná Východní Krušné hory (Osterzgebirge). Na západě jej od hlavní části Krušných hor odlišuje řeka Flöha. 

### Geologie

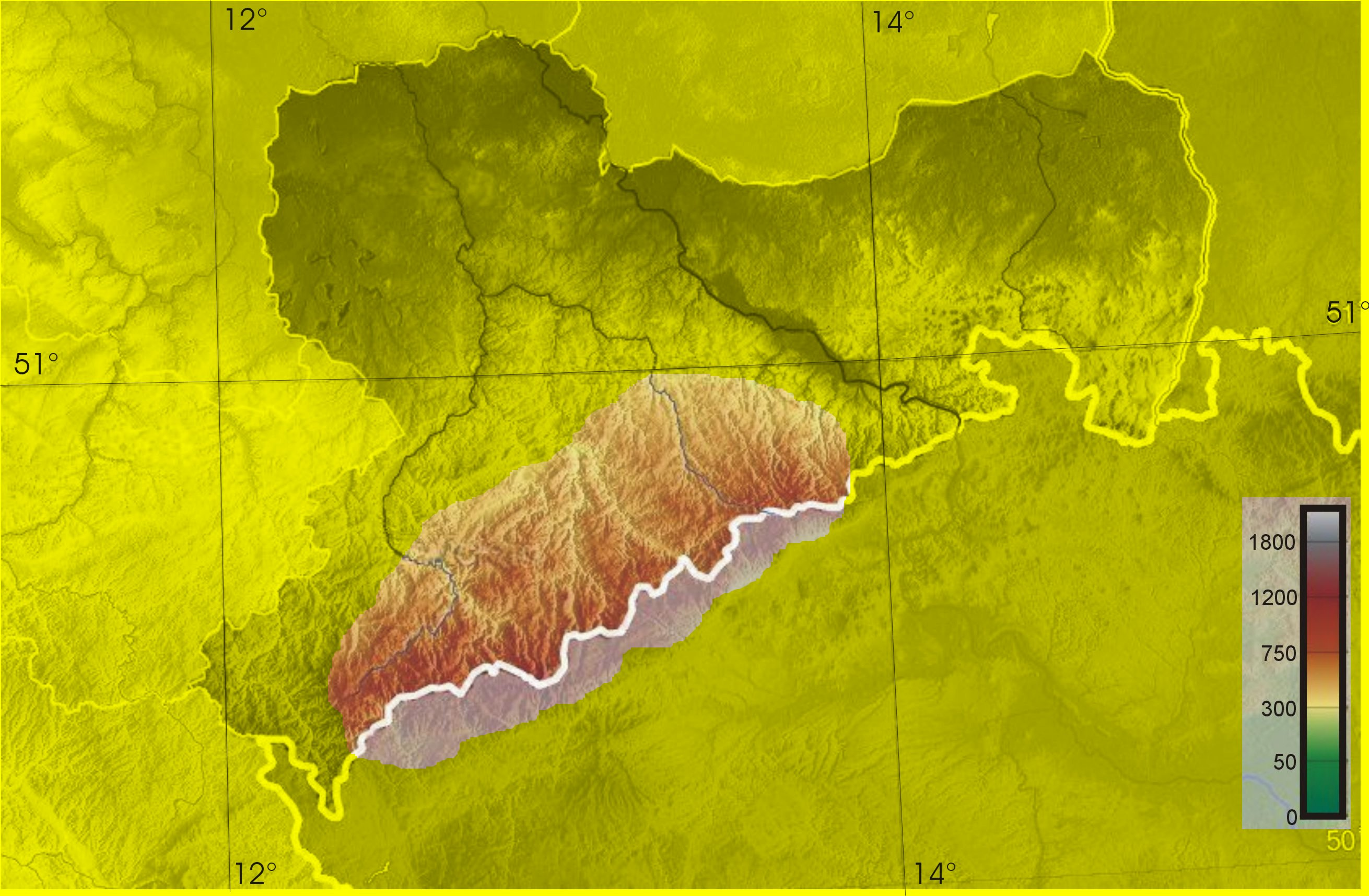
Krušné hory na mapě Saska

Geologická historie Krušných hor začíná v předprvohorním období, kdy se patrně vytvořily nejstarší usazeniny a vyvřeliny, později změněné vlivem tlaků a tepla v hloubce zemské kůry na tzv. šedé a červené ruly. Geomorfologický vývoj celé soustavy byl silně ovlivněn až třetihorní zlomovou tektonikou, která způsobila silné poklesy na jv. straně pohoří a vznik jezerních depresí, jako např. Komořanské jezero na Mostecku. Pohyby na zlomových liniích, které se několikrát opakovaly, usnadnily také práci povrchové vodě a přispěly tak ke vzniku hlubokých příčných údolí v Krušných horách a mocných kamenitých sutí a jiných zvětralin na horských svazích.
Jednou z typických krušnohorských hornin jsou ortoruly. V průměru obsahují přibližně: 75 % křemene, 14 % oxidů hliníku, 4 % oxidu draselného, 2,5 % oxidu sodného, 1,3 % oxidu vápenatého, 1,8 % oxidu železnatého, 0,6 % oxidu hořečnatého a 0,6 % vody.

### Nerostné suroviny

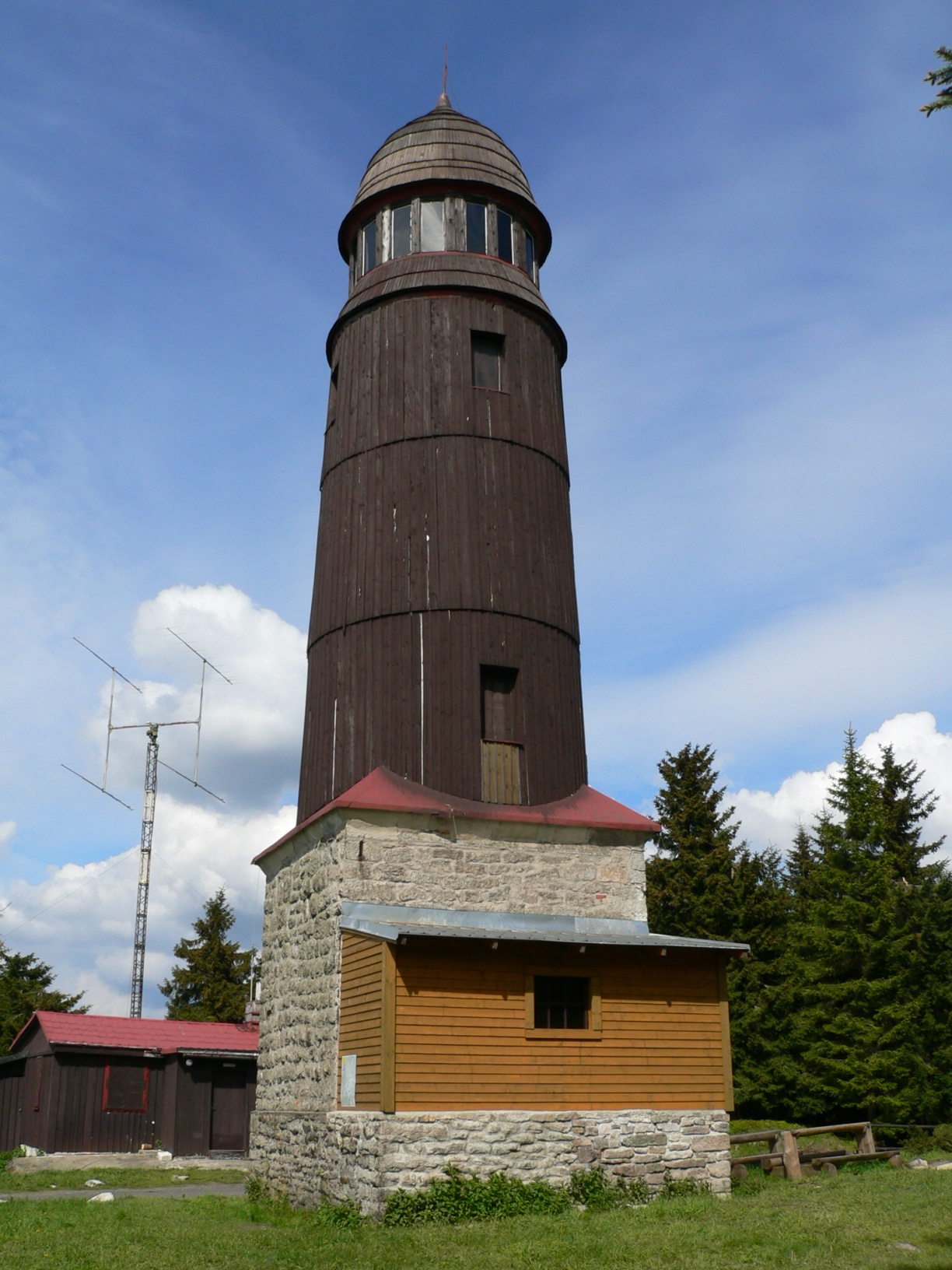
Rozhledna na Blatenském vrchu

V horách se odedávna těžily rudy obsahující měď, cín, stříbro, olovo, a železo. Později se k nim přidaly ještě kobalt, nikl, wolfram, a ve 20. století také uran. Na počátku 21. století se předmětem zájmu stala možnost těžby lithia v oblasti Cínovce. Mezi nejvýznamnější ložiska patří: Jáchymov, Cínovec, Krupka, Měděnec, Přísečnice a Kovářská.
Z dalších surovin je nejvýznamnější hnědé uhlí v podkrušnohorských pánvích, dále jsou to jíly v podloží hnědouhelných slojí a třetihorní keramické jíly (např. ve Skalné u Chebu). Významné jsou také krušnohorské rašeliny, které představují přirozenou zásobárnu i zdroj vody (jsou chráněny).
Mezi těžbu můžeme zařadit i využívání minerálních pramenů vyskytující se v podkrušnohorském prolomu – Teplice, Bílina, Karlovy Vary. Proslulé jsou i radioaktivní prameny, které vystupují na dříve těžených rudných žilách v Jáchymově.

### Geomorfologie

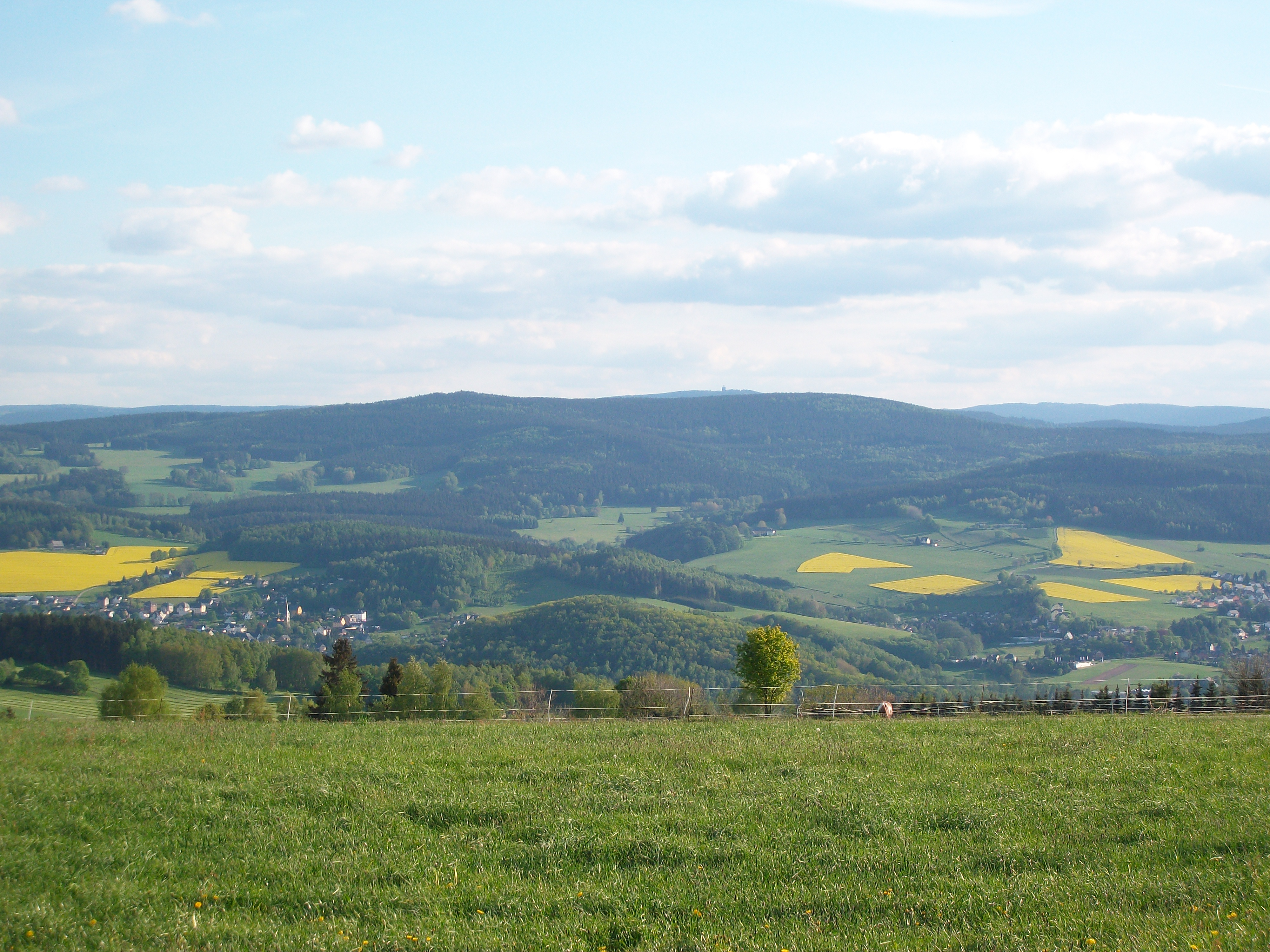
Pohled na Auersberg

Z hlediska českého geomorfologického členění jsou Krušné hory geomorfologickým celkem v rámci Krušnohorské hornatiny a dělí se na Klínoveckou a Loučenskou hornatinu. Kompletní geomorfologické členění české části hor uvádí následující tabulka:
| Geomorfologické členění Krušných hor                                                 | Geomorfologické členění Krušných hor | Geomorfologické členění Krušných hor |
| ------------------------------------------------------------------------------------ | ------------------------------------ | --- |
| ČESKÁ VYSOČINA • Krušnohorská subprovincie • Krušnohorská hornatina                  |                                      | |
| KLÍNOVECKÁ HORNATINA                                                                 | Přebuzská hornatina                  | Rolavská vrchovina (Jeřábí vrch, 965 m) Kraslická hornatina (Špičák, 995 m) Hamerská hornatina (Tisovský vrch, 977 m) Zaječická hornatina (Zaječí vrch, 1009 m)                                |
| KLÍNOVECKÁ HORNATINA                                                                 | Jáchymovská hornatina                | Božídarská hornatina (Tetřeví hora, 1007 m) Abertamská hornatina (Božídarský Špičák, 1116 m) Vykmanovská hornatina (Klínovec, 1244 m) Českohamerská hornatina (Hájský kopec, 989 m)            |
| KLÍNOVECKÁ HORNATINA                                                                 | Jindřichovická vrchovina             | Bublavská vrchovina (Počátecký vrch, 819 m) Olovská vrchovina (Vysoká Jedle, 735 m) Nejdecká vrchovina (Jedlovník, 720 m)                                                                      |
| KLÍNOVECKÁ HORNATINA                                                                 | Krajkovská pahorkatina               | nečlení se (K Rozhledně, 625 m) |
| LOUČENSKÁ HORNATINA                                                                  | Přísečnická hornatina                | Vejprtská vrchovina (Velký Špičák, 965 m) Jelenohorská vrchovina (Jelení hora, 993 m) Přísečnická kotlina (835 m) Měděnecká hornatina (Mědník, 910 m) Novodomská hornatina (bezejmenný, 852 m) |
| LOUČENSKÁ HORNATINA                                                                  | Rudolická hornatina                  | Načetínská vrchovina (Čihadlo, 842 m) Brandovská vrchovina (Kamenný vrch, 842 m) Mezihořská hornatina (Medvědí skála, 923 m)                                                                   |
| LOUČENSKÁ HORNATINA                                                                  | Novoveská hornatina                  | nečlení se (Mračný vrch, 852 m) |
| LOUČENSKÁ HORNATINA                                                                  | Flájská hornatina                    | Moldavská vrchovina (Jestřabí vrch, 878 m) Mezibořská hornatina (Loučná, 956 m) Novoměstská hornatina (Vlčí hora, 892 m)                                                                       |
| LOUČENSKÁ HORNATINA                                                                  | Cínovecká hornatina                  | nečlení se (Pramenáč, 910 m) |
| LOUČENSKÁ HORNATINA                                                                  | Nakléřovská hornatina                | Telnická hornatina (Rudný vrch, 796 m) Petrovická vrchovina (Špičák, 723 m) |
| LOUČENSKÁ HORNATINA                                                                  | Bolebořská vrchovina                 | Místecká vrchovina (Pavlovský Špičák, 695 m) Březenecká vrchovina (Jedlina, 677 m) |
| PROVINCIE • Subprovincie • Oblast / Celek / PODCELEK • Okrsek • Podokrsek • (vrchol) |                                      | |

Z hlediska německého dělení na tzv. Naturraumy (přírodní oblasti) tvoří Erzgebirge (D16) jednotku třetí úrovně, tedy Haupteinheitengruppe (skupinu hlavních jednotek). Vyšší a nižší jednotky už na české členění tak dobře nenavazují. Nadřazenou jednotkou druhé úrovně (Region) je Östliche Mittelgebirge (Východní středohoří), tedy v podstatě celá německá část České vysočiny. Nepočítá se sem už Erzgebirgsvorland (Krušnohorské podhůří), které spolu se Sächsisches Hügelland (Saskou pahorkatinou) tvoří celek D19 a patří do regionu Nordostdeutsches Tiefland (Severovýchodoněmecká nížina). Němci dělí Krušné hory na 2, resp. 3 části: Západní Krušné hory (Westerzgebirge), Východní Krušné hory (Osterzgebirge), někdy ještě vyčleňují Střední Krušné hory (Mittelerzgebirge). Hranicí mezi Západními a Východními Krušnými horami je potok Flöha (Flájský potok). Podle staršího dělení Emila Meynena se Krušné hory (celek 42) dělí na 5 podcelků:
- 420 Südabdachung des Erzgebirges (Jižní úbočí Krušných hor; na německé území zasahuje jen na nejzazším jihozápadě)
- 421 Oberes Westerzgebirge (Horní Západní Krušné hory)
- 422 Oberes Osterzgebirge (Horní Východní Krušné hory)
- 423 Unteres Westerzgebirge (Dolní Západní Krušné hory)
- 424 Unteres Osterzgebirge (Dolní Východní Krušné hory)

#### Vrcholy

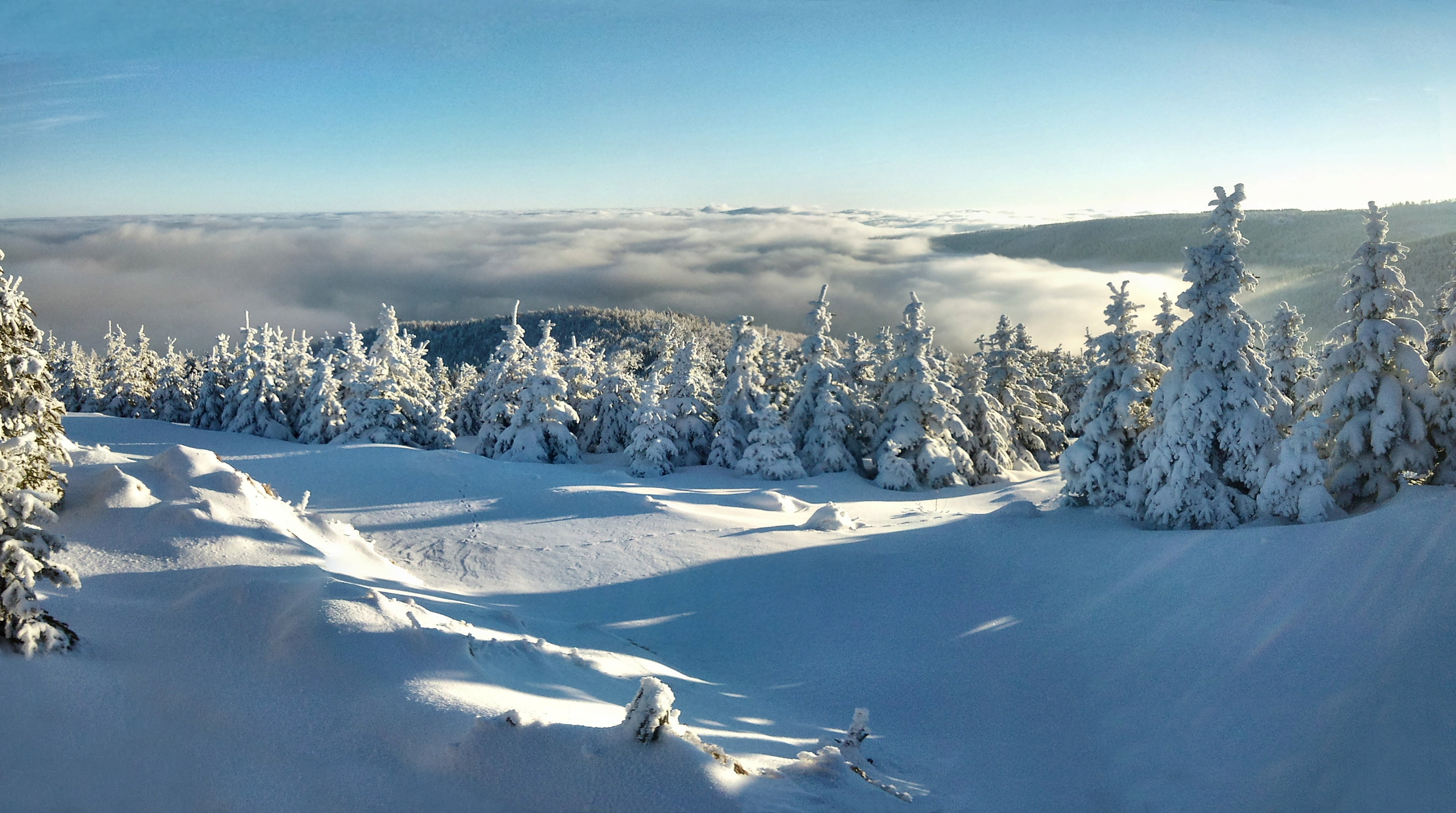
Výhled z Vysoké seče na jih

Krušné hory jsou kerné pohoří. Tvoří je nakloněná kra, jejíž jižní okraj byl vyzvednut podél zemského zlomu. Proto směrem k severu klesají pozvolně, zatímco na jihu jsou omezené 500–700 m vysokým příkrým svahem. Jejich nejvyššími vrcholy jsou postupně od JZ k SV: Počátecký vrch (821 m), Špičák (995 m), Plešivec (1029 m), Božídarský Špičák (1116 m), Fichtelberg (1214 m), Klínovec (1244 m, nejvyšší vrchol), Jelení hora (993 m), Medvědí skála (923 m), Loučná (956 m) a Komáří hůrka (808 m).
Nejvyššími vrcholy podle nadmořské výšky jsou Klínovec (1244 m), Fichtelberg (1214 m) a Božídarský Špičák (1116 m). I podle prominence je na prvním místě Klínovec (748 m), na druhém a třetím jsou „netisícovky“ Loučná (236 m) a Jelení hora (177 m). Podrobný seznam nejvyšších a nejprominentnějších krušnohorských hor obsahuje Seznam vrcholů v Krušných horách.
Následující tabulka zobrazuje všechny krušnohorské tisícovky:

### Podnebí
Podnebí v oblasti hřebene je drsnější, s prudkými bouřemi, s větry zejména na podzim a v zimě, se studenou zimou, s krátkým, několikatýdenním létem. Průměrné teploty ve výšce 900 m jsou kolem 4 °C, v 1 200 m je to kolem 2,5 °C. V zimě jsou hory turisty vyhledávanou oblastí, sněhová pokrývka dosahuje místy až 4 m. Sníh tu padá až 100 dní v roce (ve výšce 1 200 m je to až 214 dní). Mrazíky se vyskytují i v červnu a v září.
Celkově v Krušných horách převládají severní a západní větry, vlhké a studené, které přinášejí rychlou změnu počasí, dlouhé zimní mlhy, které se vyskytují ve výšce kolem 700 m, a to 90× až 124× do roka.
Množství srážek odpovídá poloze Krušných hor a jejich výšce. Na hřebenech tu ročně spadne 1000 až 1200 mm vody, v nižších polohách méně (více na německé straně). Krušné hory jako celek způsobují tzv. srážkový stín v oblasti podkrušnohorských pánví, tyto srážky pak dopadají až ve středních Čechách, ročně spadne tedy v pánevní oblasti jen kolem 500 mm srážek.

### Vodstvo

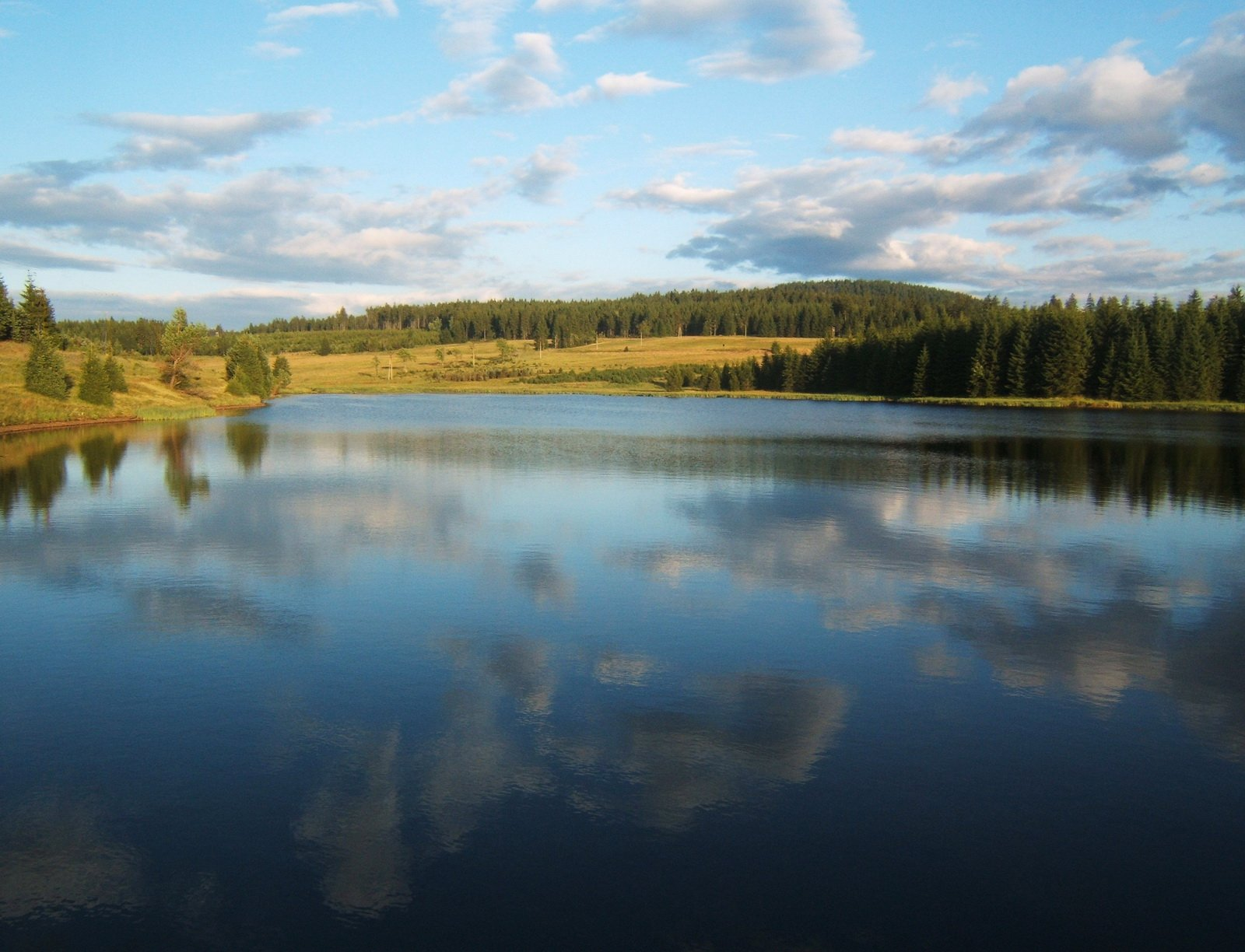
Vodní nádrž Myslivny u Božího Daru

Česká strana Krušných hor je odvodněna k jihu do Ohře a Bíliny. Hlavní vodní osou je Ohře, která vstupuje do Krušných hor v Chebské pánvi. Má na svém horním toku značný spád a až teprve v oblasti Žatce se stává její tok pozvolným.
Mosteckou pánev odvodňuje Bílina, která pramení na úbočích hor severozápadně od Chomutova. Přijímá řadu dalších potoků jak z hor tak i během svého dalšího toku.
Nejvýchodnější část je odvodňována Jílovským potokem, který Jílovským údolím teče k východu a v Děčíně se vlévá do Labe.
Na horských potocích se nachází několik umělých nádrží, mezi ty největší patří Přísečnická, Flájská a Křimovská přehrada, sloužící jako zásobárny pitné vody. V pánvi je to pak vodní nádrž Nechranice, která je využívána i pro rekreaci.
Toky na severu netečou podél hor, ale směrem od hlavního hřebene pryč do německých nížin, postupně se však většina z nich sejde v řece Muldě. Jak Ohře, tak Mulda se vlévají do Labe; některé potoky na východě Krušných hor se vlévají do Labe přímo.

### Fauna a flóra
Podkrušnohoří není nejvhodnějším místem pro volně žijící zvířata (pro své osídlení a hlavně průmysl). Lepší podmínky jsou v pohraničí a přilehlých zalesněných oblastech. Žijí zde zajíci (Lepus europaeus), ježci (Erinaceus europaeus), jezevci (Meles meles), jeleni (Cervus elaphus) a na Chebsku a Ašsku i daňci (Dama dama).
Rostlinstvo Krušných hor se v poslední době výrazně změnilo. Původní pralesovité porosty, tvořené smíšenými lesy, byly většinou během intenzivní těžby a zpracování rud vykáceny a nahrazeny smrkovými monokulturami, které byly koncem 20. století těžce poškozeny průmyslovými imisemi (tzv. kyselé deště) a následným přemnožením hmyzích škůdců, vichřicemi se silnou námrazou. To vedlo k postupné likvidaci velké části lesů. Tyto holiny jsou v poslední době systematicky zalesňovány dřevinami, které lépe snášejí zdejší klimatické podmínky, a to břízami, modříny (Larix decidua) a stříbrnými smrky. Zalesnění je prováděno také výsadbou buku lesního, jeřábu, na méně exponovaných stanovištích je použit javor klen či jedle.
Plocha lesů zaujímá v Krušných horách 75 %, nejrozšířenějším stromem tu pak je smrk (Picea abies), ten vystupuje až do nejvyšších poloh (kleč je zde velmi vzácná), na velmi rozsáhlých plochách krušnohorských rašelinišť (zejména Božídarské rašeliniště) se daří v hojné míře borovicím, břízám a vřesu.
V evropsky významné lokalitě Východní Krušnohoří se na ploše cca 14 500 ha mimo jiné nacházejí druhově bohaté smilkové louky, bučiny, rašelinné lesy a jasanovo-olšové lužní lesy. Z fauny se tu vykytuje např. kovařík fialový, modrásek bahenní a očkovaný.
Z dalších rostlin zde najdeme např. vzácný náprstník červený (Digitalis purpurea), diviznu velkokvětou (Verbascum thapsiforme) nebo smetanku lékařskou (Taraxacum officinale).
Krušné hory jsou jednou z oblastí, ve které se na začátku 21. století objevili vlci. Nepotvrzené zprávy o jejich výskytu pochází z roku 2002. V letech 2014–2015 byla uskutečněna náhodná pozorování jednotlivých kusů a jejich pobytových příznaků, ale nepodařilo se potvrdit, zda se jednalo skutečně o vlky, nebo toulavé psy. V roce 2016 došlo ke čtyřem útokům předpokládané vlčí smečky na nezabezpečené ovčí stádo. Ve stejném roce byli vlci zaznamenáni pomocí fotopastí a potvrzeni analýzou DNA z trusu. Během roku 2017 probíhal monitoring výskytu vlků zejména v okolí Božího Daru, Hory Svatého Šebestiána a Výsluní. U Výsluní bylo v následujícím roce potvrzeno narození čtyř vlčat.
Krušnohorští vlci pochází z oblasti Lužice. Jejich celkový počet v Krušných horách byl v roce 2019 odhadnut na jednu smečku čítající čtyři až šest kusů, kromě níž se v oblasti pohybovali další samostatní jedinci.

## Hospodářství
Mezi nejvýznamnější centra v oblasti Krušných hor v podkrušnohorské pánvi jsou od jihozápadu k severovýchodu Sokolov, Karlovy Vary, Ostrov nad Ohří, Klášterec nad Ohří, Kadaň, Chomutov, Litvínov, Bílina, Duchcov, Teplice, Ústí nad Labem a Děčín. Významná místa přímo v horách jsou Jáchymov, Nejdek, Kraslice, Měděnec, Cínovec.

### Průmysl
V oblasti podkrušnohorské pánve se nejvíce těží hnědé uhlí, které tvoří palivovo-energetickou základnu Česka. Největší doly jsou v Mostecké pánvi, menší a méně kvalitní pak v Sokolovské a Chebské. Hnědé uhlí je zde okamžitě využíváno pro tvorbu tepelné a elektrické energie. Velké elektrárny jsou v Tušimicích, Prunéřově a Bílině. Kvůli těžbě hnědého uhlí zaniklo v rozmezí let 1945–2006 přes 100 vesnic a stará část města Most.
Dalším významným průmyslem je chemický, který je soustředěn ve městech Litvínov (Chemopetrol, Česká Rafinérská) a Ústí nad Labem (Spolchemie, Setuza).
Dále je rozšířen sklářský průmysl v Teplicích (AGC Flat Glass) a Ústí nad Labem, či porcelánky v Karlových Varech nebo v Klášterci nad Ohří.
Na německé straně po staletí přetvářelo krajinu zejména dolování (už ve 12. století se u Freibergu našlo stříbro, ještě koncem 20. století se na některých místech těžil uran), ale po útlumu těžby je nejznámějším krušnohorským odvětvím řezbářství a výroba dřevěných hraček.

### Zemědělství
Hlavními plodinami jsou brambory, oves a krmiva. Značný je rozsah luk, pastvin a lesů. V živočišné výrobě převládá chov skotu.